# Mikao Usui

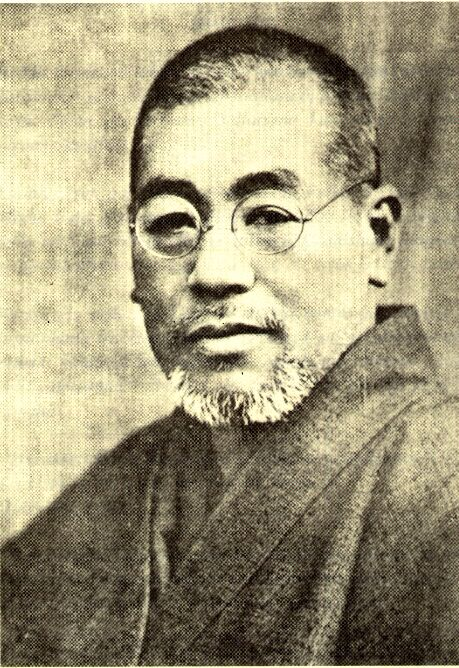
Mikao Usui

Mikao Usui, född 15 augusti 1865, död 9 mars 1926, skapade 1914 den japanska healingmetoden reiki.
Vid fyra års ålder sattes han i ett buddhistiskt tempel där han förblev till vuxen ålder. Här undervisades han bland annat i kampsport till en mycket hög nivå och genom qigong-övningar påstås han ha lärt sig att bygga upp och kontrollera energi och även att använda denna till healing. Han kunde mycket inom detta område och reste runt för att försöka få förklaring till detta. Det var genom buddhistiska sanskrifter han tyckte sig få en sådan.
Usui var huvudsakligen en andlig lärare, men var även känd som healer. Hans andliga undervisning, avsedd för inre healing, bestod av meditationer och energiövningar som skulle bringa kropp och själ i balans. Genom dessa övningar skulle man dessutom vara i stånd att använda energin till healing. Omkring 1921 utvecklade Usui ett fristående healingsystem som snabbt och utan föregående andliga övningar kunde tillämpas. Själv hade han inget namn för systemet. Hans elever kallade det "Usui Teate" (te=hand, ate=beröring). Termen Reiki kom till senare, troligen genom dr. Hayashi.